# Pșenîcine, Stanîcino-Luhanske
Pșenîcine (în ucraineană Пшеничне) este un sat în comuna Nîjnea Vilhova din raionul Stanîcino-Luhanske, regiunea Luhansk, Ucraina.

## Demografie
Componența lingvistică a localității Pșenîcine
     Rusă (91,39%)
     Ucraineană (8,13%)
Conform recensământului din 2001, majoritatea populației localității Pșenîcine era vorbitoare de rusă (91,39%), existând în minoritate și vorbitori de ucraineană (8,13%).